# Beeldlijn
Een beeldlijn is dat deel van het analoge signaal voor een beeldscherm dat een horizontale lijn over de volle breedte van het beeld voorstelt. Vele beeldlijnen samen vormen het complete beeld. Het aantal beeldlijnen is een harde beperking aan de verticale scherpte die een beeldsignaal kan bevatten. De bandbreedte beperkt de horizontale scherpte. Bij moderne digitale beeldoverdracht is het begrip "beeldlijnen" niet meer relevant als maat voor de scherpte, daar wordt vaker gesproken over resolutie in pixels.

## Televisie
Voor televisie zijn de meest bekende standaarden PAL met 625 beeldlijnen (waarvan 576 zichtbaar), SECAM met eveneens 625 beeldlijnen en NTSC met 525 beeldlijnen (waarvan 480 zichtbaar). In private tv-circuits voor bijvoorbeeld bewakingsdoeleinden worden ook wel kleinere aantallen beeldlijnen toegepast. In het verleden kenden Frankrijk, Luxemburg en Wallonië een systeem met 819 beeldlijnen en in het Verenigd Koninkrijk waren 405 beeldlijnen gebruikelijk.
In 1953 waren er in België voor het eerst zwart-wittelevisie-uitzendingen. In Nederland was men er twee jaar eerder mee gestart. In België ontwikkelde men de 5-standaarden-televisie om ook de uitzendingen in de buurlanden te kunnen ontvangen (PAL 625 lijnen in Nederland en Duitsland, SECAM 819 lijnen in Frankrijk). De BRT (Belgische Radio en Televisie) zond uit met 625 lijnen, de RTB (Radio Télévision Belge) in den beginne met 819 lijnen. Het videosignaal kon positief of negatief gemoduleerd uitgezonden worden; vandaar al die standaarden.